# Nikola Ogrodníková
Nikola Ogrodníková (née le 18 août 1990) est une athlète tchèque, spécialiste du lancer du javelot.

## Biographie
Elle remporte la médaille de bronze de l'heptathlon lors des championnats d'Europe juniors de 2007, à Hengelo, aux Pays-Bas.
Le 12 avril 2018, elle porte son record personnel au lancer du javelot à 65,61 m à Potchefstroom. Elle remporte début juillet 2018 l'Athlétissima de Lausanne avec un lancer à 65,02 m.
Le 10 août 2018, dans le stade olympique de Berlin, la Tchèque remporte la médaille d'argent des championnats d'Europe avec un jet à 61,85 m, derrière l'Allemande Christin Hussong (67,90 m).
Le 26 mai 2019, à Offenbourg, elle bat son record en lançant à 67,40 m, devenant à cette occasion la 16e meilleure performeuse mondiale de l'histoire.
Elle se classe 11e des championnats du monde à Doha avec 57,24 m.
En 2024, elle monte sur la troisième marche du podium aux Jeux olympiques de Paris, derrière la Japonaise Haruka Kitaguchi et la Sud-africaine Jo-Ane van Dyk, continuant ainsi la série commencée en 1948, voulant que la délégation tchèque (ou tchécoslovaque) d'athlétisme ramène à chaque fois une médaille olympique.

## Vie privée
Elle est la compagne du lanceur Vítězslav Veselý.

## Palmarès
| Date | Compétition                   | Lieu             | Résultat | Epreuve     | Marque    |
| ---- | ----------------------------- | ---------------- | -------- | ----------- | --------- |
| 2007 | Championnats du monde cadets  | Ostrava          | 7e       | Heptathlon  | 5 161 pts |
| 2007 | Championnats d'Europe juniors | Hengelo          | 3e       | Heptathlon  | 5 607 pts |
| 2008 | Championnats du monde juniors | Bydgoszcz        | 8e       | Javelot     | 53,94 m   |
| 2008 | Championnats du monde juniors | Bydgoszcz        | 22e      | Heptathlon  | 4 735 pts |
| 2009 | Championnats d'Europe juniors | Novi Sad         | 7e       | 100 m haies | 14 s 03   |
| 2018 | Championnats d'Europe         | Berlin           | 2e       | Javelot     | 61,85 m   |
| 2018 | Ligue de diamant              | Ligue de diamant | 5e       | Javelot     | 62,99 m   |
| 2018 | Coupe continentale            | Ostrava          | 6e       | Javelot     | 56,61 m   |
| 2019 | Ligue de diamant              | Ligue de diamant | 3e       | Javelot     | 63,05 m   |
| 2019 | Championnats du monde         | Doha             | 11e      | Javelot     | 57,24 m   |
| 2022 | Championnats du monde         | Eugene           | 8e       | Javelot     | 60,18 m   |
| 2022 | Championnats d'Europe         | Munich           | 12e      | Javelot     | 54,48 m   |
| 2023 | Jeux européens                | Chorzów          | 2e       | Javelot     | 61,75 m   |
| 2024 | Championnats d'Europe         | Rome             | 5e       | Javelot     | 61,78 m   |
| 2024 | Jeux olympiques               | Paris            | 3e       | Javelot     | 63,68 m   |

## Records
| Épreuve           | Marque  | Lieu       | Date        |
| ----------------- | ------- | ---------- | ----------- |
| Lancer du javelot | 67,40 m | Offenbourg | 26 mai 2019 |